# 바스쿠 다 가마 타워

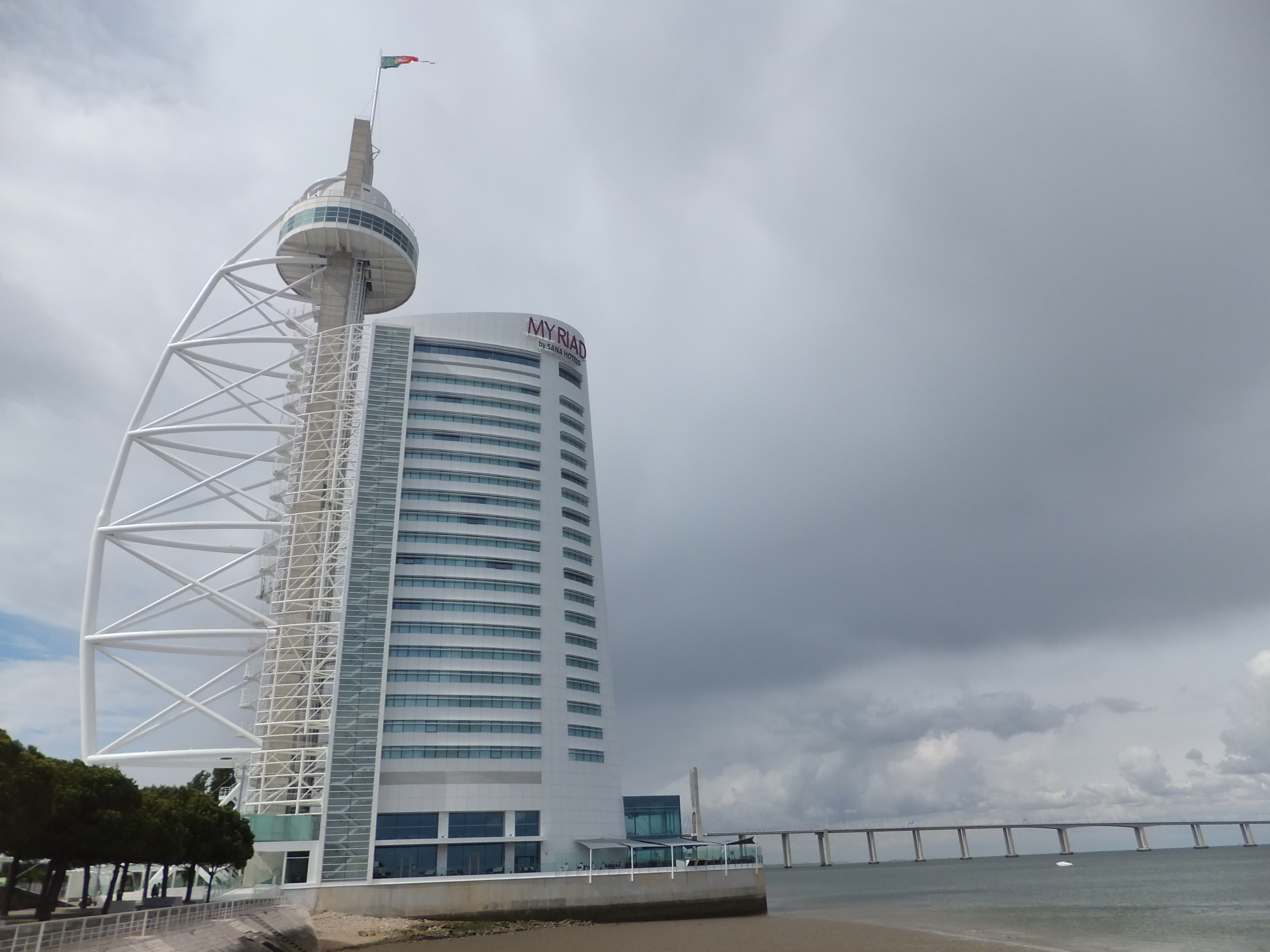
바스쿠 다 가마 타워

바스쿠 다 가마 타워(포르투갈어: Torre Vasco da Gama)는 포르투갈 리스본에 있는 타워이다.

## 같이 보기
- 부르즈 알 아랍